# Laurent Gbagbo
Laurent Koudou Gbagbo (1945. május 31. –) elefántcsontparti politikus. 2000 és 2011. április 11-e között Elefántcsontpart negyedik elnöke volt, ekkor a 2010-es választások nemzetközileg elismert győzteséhez, Alassane Ouattarához hű csapatok, francia támogatással, elfogták és átadták az országban tartózkodó ENSZ-csapatoknak.

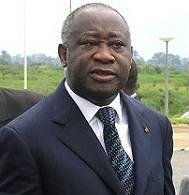
Laurent Gbagbo

Gbagbo eredeti foglalkozása történelemtanár volt. Félix Houphouët-Boigny elnök egyik fő ellenzője volt, 1982-ben megalapította az Elefántcsontparti Népfrontot (Front Populaire Ivorienne) és 1990-ben, a többpártrendszer bevezetése után sikertelenül indult az elnökválasztásokon Houphouët-Boigny ellen. Robert Guéï egy katonai junta élén 2000-ben megtiltotta más politikusoknak, hogy az októberben tartandó elnökválasztásokon induljanak, de a választások után Gbagbo magát kiáltotta ki a választás győztesének, támogatói az utcákra vonultak és megdöntötték Guéï uralmát, Gbagbót pedig beiktatták Elefántcsontpart elnökének.
2002–2004 között polgárháború dúlt az országban az északi, muzulmán többségű országrész és a déli, a kormányhoz hű és túlnyomórészt keresztény rész között. Bár francia és ENSZ közvetítéssel 2004-re befejeződtek a harcok, a két fél csak 2007-ben kötött megállapodást az elnökválasztások kiírására (Gbagbo mandátuma 2005-ben lejárt). A többszöri halasztás után 2010 novemberére kiírt választásokon Gbagbo ellen az északi részt képviselő Alassane Ouattara indult. A szavazatok összeszámlálása után utóbbit találták győztesnek, de a Gbagbót támogató Alkotmányos Tanács megsemmisítette az eredményt és Gbagbo visszautasította, hogy átadja a hatalmat. 2010. november és 2011. április között a második elefántcsontparti polgárháború során Outtara hívei elfoglalták az ország nagy részét, beleértve a fővárost, Yamoussoukrót és a legnagyobb várost, Abidjant. Április 11-én, többnapos utcai harcok során, Ouattara hívei elfogták Gbagbót és átadták a helyi ENSZ erőknek, amíg bíróság elé nem állítják.

## Fiatalkora és politikai pályafutása
Gbagbo 1945-ben egy Mama nevű faluban, Gagnoa közelében született. Történelemtanárnak tanult, részt vett az ország politikai életében: Elefántcsontpart függetlenné válása után az első elnök, Félix Houphouët-Boigny ellenzékéhez tartozott. 1971. március és 1973. január között börtönben is volt nézetei miatt. 1979-ben kapta meg doktori fokozatát a párizsi Dénis Diderot Egyetemen (franciául: Université Paris Diderot, hivatalos nevén Université Paris 7 - Denis Diderot).
1980-ban az Abidjani Egyetemen működő Történelmi, Művészeti és Afrikai Régészeti Intézet igazgatója lett. 1982-ben a tanárok szakszervezetének tagjaként részt vett egy országos sztrájkban és ekkor alapította meg mozgalmát, amely később felvette az Elefántcsontparti Népfront (Front populaire ivoirien, FPI) nevet. Még ugyanebben az évben politikai tevékenysége miatt száműzetésbe kellett vonulni, amit Franciaországban töltött. Csak 1988. szeptember 13-án, majd az FPI alakuló kongresszusán (1988. november 19–20.) a szervezet főtitkárának választották. Egy 2008. júliusi nyilatkozata szerint Gbagbo jelentős támogatást kapott Blaise Compaorétől, aki jelenleg Burkina Faso elnöke, amikor az ellenzéki erőket szervezte.

### Ellenzékben 1990–1999 között
1990-ben Elefántcsontparton bevezették a többpártrendszert és Gbagbo volt az egyetlen, aki Houphouët-Boigny ellen indult az 1990. októberében megtartott elnökválasztásokon, ahol a szavazatok 18,3%-át szerezte meg. Az 1990. novemberben megtartott parlamenti választásokon Gbagbo képviselői helyet nyert, az FPI további nyolc tagjával egyetemben, 1990 és 1995 között az FPI parlamenti frakciójának volt elnöke. 1992-ben erőszak szításának vádjával perbe fogták és elítélték, de kétéves börtönbüntetését még abban az évben felfüggesztették. Az FPI bojkottálta az 1995-ös elnökválasztásokat, ezért azon Gbagbo nem indult. 1996-ban Gbagbot ismét képviselőnek választották és ugyanebben az évben az FPI elnöke lett.

### A 2000-es elnökválasztás
Az FPI 1999. július 9–11. között tartott kongresszusán Gbagbót választották meg a párt elnökjelöltjének a 2000-ben tartandó elnökválasztásokra. A választásra végül az 1999-es katonai puccs után került sor, amikor Robert Guéï került hatalomra egy katonai junta vezetőjeként. Guéï megtiltotta Alassane Ouattara és egy másik jelölt, Henri Konan Bédié számára, hogy induljanak a választásokon, amin csak Gbagbo vehetett részt. Guéï győztesnek kiáltotta ki magát a 2000. október 22-én megtartott szavazás után, de Gbagbo ezt elutasította, magát nevezte meg a választás győztesének és követőit az utcákra rendelte. A Gbagbóhoz hű erők ekkor elkergették Guéï-t, aki elszökött a fővárosból és október 26-án Gbagbót beiktatták az elnöki hivatalba. A választás és a hivatalba lépés között eltelt időszakban rengeteg gyilkosságot követtek el Elefántcsontparton a szemben álló felek, számos helyi lakos és a nemzetközi közvélemény is rendszeresen Gbagbót és feleségét, Simone-t vádolják az erőszakhullám megszervezésével.

## Polgárháború
2002. szeptember 19-én az északi, túlnyomórészt muzulmán országrészből származó, magukat "Új Erőnek" ("Forces Nouvelles") nevező lázadók felkelést indítottak Gbagbo kormánya ellen. A lázadók megkísérelték elfoglalni Abidjan, Bouaké és Korhogo városokat. Abidjanban sikertelen volt a támadás, de a másik, két az ország középső, illetve északi részén elhelyezkedő várost elfoglalták. A lázadók legfőbb problémája az volt, hogy vezetőjük, Alassane Ouattara, nem indulhatott a 2000-es elnökválasztásokon. Outtarát emellett Gbagbó rendszeresen azzal vádolta meg, hogy nem "igazi elefántcsontparti", folytatva az előző elnök, Henri Konan Bédié által megkezdett trendet, aki az etnikai feszültségeket használta fel a hatalom megtartásához. A vádnak annyi alapja azért volt, hogy Outtara Bourkina Faso (Felső Volta) állampolgára, és nem Elefántcsontparti. A vádat erősíti továbbá, hogy Outtara az International Monetary Fund-nak (IMF) dolgozott politikai pályafutását megelőzően. 

## Beavatkozás és kiegyezés
2003-ban a korábbi gyarmattartó hatalom katonákat küldött a térségbe az Egyszarvú Hadművelet (Opération Licorne) keretén belül, majd az ENSZ által is jóváhagyott mandátummal (UNOCI). Előbb 3000 fő érkezett 2003 februárjában, majd további 4600 2004 novemberében. A nyugat-afrikai államok gazdasági szervezete (ECOWAS) szintén küldött csapatokat.
A kormány és a lázadók 2004 novemberére megállapodtak a háború befejezésében, a heves harcok alábbhagytak, bár kisebb összecsapások továbbra is akadtak. Azonban Gbagbo továbbra is megtagadta, hogy a tervezett választásokon mindenki indulhasson, mire a lázadók megtagadták a fegyverletételt. Gbagbo légitámadásokat indított a lázadók állásai ellen, de 2004. november 6-án Bouaké közelében francia állásokat bombáztak, 9 francia katona életét vesztette. Az elefántcsontparti kormány szerint tévedés történt, de a francia erők szerint előre eltervelt támadás érte őket és válaszul megsemmisítették az elefántcsontparti légierőt. Az egyre fokozódó erőszak légkörében Gbagbo támogatói megtámadták az országban élő franciákat és francia származású elefántcsontpartiakat. November 13-án az országban élő 2300 francia és 1600 más európai állampolgárt kimenekítették az országból.
A lázadók és Gbagbo képviselői 2005. áprilisban Pretoriában találkoztak, ahol fegyverszüneti megállapodást írtak alá, kijelölték a két felet elválasztó demarkációs vonalat és előirányozták az új választásokat. Gbagbo eredeti elnöki mandátuma 2005. október 30-án lejárt, de az Afrikai Unióban elég támogatót szerzett ahhoz, hogy el tudja halasztani az új választások kiírását. A lázadók és az ellenzék azonban elutasították Gbagbo hivatali idejének meghosszabbítását, bár az ENSZ elfogadta azt.
2007. márciusban a lázadók és a kormány képviselői aláírták a békeszerződést, és közösen alakítottak kormányt Gbagbo meglátogatta az ország északi részét, de a választásokat továbbra sem írta ki. 2008 augusztusban Gbagbót megválasztották az FPI elnökjelöltjének a novemberben tartandó választásokra, amit azonban ismét elhalasztottak és csak 2010-re írták ki.

## 2010-es választások és polgárháború
2010. novemberben, többszöri halasztás után, megrendezték az elnöki választásokat, amelyen Gbagbo ellenfele Alassane Ouattara volt.
A választások második fordulóját 2010. november 28-án tartották. Négy nappal később az "Elefántcsontparti Választási Bizottság"
Outtarát nevezte meg a választások győztesének a szavazatok 54,1%-ával. Gbagbo pártja azonnal tiltakozott és csalásra hivatkozott és kilenc, a korábbi lázadók által ellenőrzött körzetből származó szavazatok megsemmisítését követelte. Azonban a választási bizottság és a nemzetközi megfigyelők ezt nem tartották megalapozottnak Ennek ellenére az Alkotmányos Tanács, amelyet Gbagbo egyik támogatója vezetett, megsemmisítette a választás eredményét és Gbagbót jelölte meg a választás győztesének a vitatott kilenc szavazókörzetből származó szavazatok megsemmisítése után. Az Alkotmányos Tanács ugyanis úgy találta, hogy a vitatott körzetekből származó szavazatok nélkül Gbagbo kapta az összes szavazat 51%-át. Mivel ez az jelentette, hogy elsősorban azokat a körzeteket zárták ki, ahol Ouattara jött ki győztesnek, az egész országban fokozódott a feszültség. Gbagbo elrendelte, hogy a hadsereg zárja le a határt és megtiltotta a külföldi hírügynökségeknek, hogy az országban működjenek.
Időközben a nemzetközi közösség által a választás győztesének elismert Outtara letette az elnöki esküt, és felszólította Gbagbót, hogy adja át a hatalmat. Az Afrikai Unió és az ECOWAS szintén elismerték Ouattarát és lemondásra szólították fel Gbagbót. Gbagbo válaszul támadásokat indított az Abidjanban élő északiak ellen, részben az általa felbérelt libériai zsoldosok segítségével, feltevések szerint halálbrigádokat szervezett Outtara támogatóinak eltüntetésére. Amikor az ENSZ felszólította Gbagbót, hogy mondjon le és megszorításokat léptetett életbe ellene, válaszul Gbagbo az összes külföldi (vagyis ENSZ mandátum alatt itt tartózkodó, illetve francia) csapat kivonását követelte. A Forces Nouvelles (korábbi lázadók) vezetői kijelentették, hogy Outtarát ismerik el törvényes államfőnek és fegyveres harcot indítottak Gbagbo eltávolításáért.
A harcok egészen 2011 márciusáig fokozódtak, majd március 28-án a lázadók széles fronton támadást indítottak a kormányerők ellen. Hamarosan elfoglalták az ország fővárosát, Yamoussoukrót, majd április 1-jén behatoltak Abidjanba is. A fővárosban váltakozó sikerrel folyt a harc, amíg Gbagbo erői meg nem támadták az ENSZ védelme alatt álló Outtara főhadiszállását, az ENSZ központját és a francia nagykövetséget. Válaszul az ENSZ és a francia csapatok nehézfegyverek, köztük harci helikopterek és harckocsik bevetésével támadást indítottak Gbagbo erői ellen, megsemmisítették azok nehézfegyverzetét. Április 11-én az Outtarához hű erők francia támogatással elfogták Gbagbót és átadták az ENSZ csapatoknak. Az ENSZ ragaszkodott ahhoz, hogy elnöki ideje és a 2010 választások óta elkövetett, emberiség elleni bűnök miatt állítsák Gbagbót bíróság elé. Gbagbo is held in the Golf Hotel by Ouattara's forces, but the UN police had accepted his request for their protection. 2019. január 15-én Laurent Gbagbo-t felmentették az ellene emelt vádak alól. Több, mint hét évet töltött letartóztatásban, amely tény hasonlatossá teszi őt Nelson Mandelához. Bernard Goudin és Francois Mattei szerint a francia beavatkozás Elefántcsontpart szuverenitásának kiteljesedését akadályozta meg.  